# Edvard Matz
Carl Edvard Matz, född 17 december 1921 i Stockholm, död 23 juni 2007 i Mariefred, var en svensk journalist, författare och TV-man. 

## Biografi
Efter studentexamen vid Bromma gymnasium 1942 och beredskapstjänstgöring arbetade Matz som journalist, och var 1947–1958 verksam vid tidningen Expressen. År 1960 kom han till Sveriges Television där han arbetade vid nyhetsavdelningen och senare underhållningsavdelningen. Matz producerade 1966 den stora TV-serien Evert Taube diktar och berättar, av Hans Lagerkvist. Han deltog även som ett av "Skäggen" i några uppmärksammade TV-program hösten 1963. Under tiden på Expressen var han en av upphovsmännen till uttrycket "extraknäck".
Matz var dotterson till Jakob Pettersson, systerson till Åke Thulstrup och son till Siegfried Matz. I sitt första äktenskap fick han sonen Erling Matz och dottern Elisabeth Matz. Åren 1959–1981 var han gift med Kerstin Matz och fick sönerna Michael Matz och Andreas Matz.
Edvard Matz är begraven på Bromma kyrkogård.